# Радянсько-китайський договір про дружбу, союз і взаємну допомогу
Радянсько-китайська «Договір про дружбу, союз і взаємну допомогу» (кит. трад. 中蘇友好同盟互助條約, спр. 中苏友好同盟互助条约, піньїнь: Zhōng-Sū Yǒuhǎo Tóngméng Hùzhù Tiáoyuē) підписаний у Москві 14 лютого 1950 і набув чинності 11 квітня 1950. Хоча договір став результатом особистих зустрічей Сталіна та Мао Цзедуна, підписали його міністри закордонних справ: від КНР Чжоу Еньлай, як і СРСР Андрій Вишинський. Є відомості, що договір укладений таємноще у серпні 1945, а церемонія підписання в 1950 просто стала способом зняти з нього гриф «таємно». Фактично договір втратив своє значення у 1960-і, коли стався розкол у відносинах КПРС та КПК, але формально договір діяв до 11 квітня 1980 — після того, як за рік до закінчення 30-річного терміну договору китайська сторона заявила, що не буде його продовжувати.

## Історія
Фактично тісні відносини між СРСР і Китайською Народною Республікою на чолі з Мао Цзедуном встановилися раніше, коли СРСР надавав допомогу компартії Китаю в боротьбі за владу. Тому саме підписання договору просто констатувало стан речей і було присвячене візиту Мао Цзедуна до Москви. Однак після смерті Сталіна і початку в 1956 десталінізації в СРСР відносини між країнами почали погіршуватися. Доповідь Микити Хрущова на закритому засіданні XX з'їзду КПРС була сприйнята Мао Цзедуном різко негативно. Також КНР негативно ставилася до нового зовнішньополітичного курсу СРСР на вихід з ізоляції та встановлення ділових відносин з країнами Заходу, відомого як курс на «мирне співіснування двох систем». КНР звинуватила радянське керівництво у ревізіонізмі та поступках Заходу. 
Під час Карибської кризи КНР підтримувала ідею збройної конфронтації СРСР і навіть незадоволена мирним вирішенням кризи. Не виправдалися й надії Мао Цзедуна отримати від СРСР ядерну зброю. Нарешті, в 1962 СРСР підтримав Індію у війні з КНР. 
У 1963 КНР та СРСР обмінялися листами, в яких висловили свої ідеологічні позиції і таким чином формально визнали наявність розбіжностей.
У 1964 відбувається фактично повний розрив відносин між КПРС і КПК, КНР відкликала своїх студентів із СРСР, а Радянський Союз — своїх фахівців із КНР.
У 1969 між СРСР і КНР стався збройний конфлікт на острові Даманському. Договір про дружбу, проте, розірвано не було, оскільки жодна зі сторін не надавала дипломатичному етикету серйозного значення.
У 1979 КНР воювала з В'єтнамом, і СРСР висловив підтримку В'єтнаму, хоча мав договори про дружбу та сприяння з обома країнами.